# Wolfgang Bartsch
Wolfgang Bartsch (* 4. November 1926 in Dresden; † 19. Mai 2014 in Potsdam) war ein deutscher Filmregisseur, der auf dem Gebiet des Dokumentarfilms Bedeutung erlangt hat.

## Leben
Bartsch absolvierte zunächst eine Lehre als Fotolaborant. Er war von 1947 bis 1950 als Volontär bei der DEFA-Produktion Sachsen in Dresden tätig und begann 1951, als Regisseur im DEFA-Studio für Dokumentarfilme zu arbeiten. Hier widmete er sich Dokumentarfilmen, Kurzdokumentarfilmen und Unterrichtungsfilmen. Zu seinen Mitarbeitern zählte 1952 Bärbl Bergmann, die Bartschs Regie-Assistentin wurde und 1954 als erste große Aufgabe seinen angefangenen Dokumentarfilm Junge Pioniere errichten eine Kochstelle fertigstellte. Mit Kameramann Helmut Bergmann verband Bartsch eine kreative Zusammenarbeit bei mehreren Dokumentarfilmen.
Bartsch absolvierte von 1965 bis 1969 extern ein Regiestudium an der Deutschen Hochschule für Filmkunst in Potsdam-Babelsberg. Von 1967 bis 1974 war Bartsch als Gastdozent an der HFF im Fach Regie tätig. Seine einzige Spielfilmregie stammt aus dem Jahr 1961: Küßchen und der General.

## Filmografie (Auswahl)
- 1953: Zeltbau (Kurz-Dokumentarfilm)
- 1953: Meisterwerk der Optik (Dokumentarfilm)
- 1953: Sanssouci (Dokumentarfilm)
- 1955: Gebirge und Meer (Kurz-Dokumentarfilm)
- 1961: Küßchen und der General
- 1969: Gestern und die neue Stadt (Dokumentarfilm)
- 1967–1971: DDR – Das sind wir
- 1970: Kalender einer Ehe (Kurzfilm)
- 1972: Hochzeit - Hochzeit (Kurz-Dokumentarfilm)
- 1973: Handschriften – Dialoge über Kunst (Dokumentarfilm)
- 1975: Tag der Befreiung (Dokumentarfilm)
- 1975: Dass ihnen der arme Mann Feind wird (Kurz-Dokumentarfilm)
- 1981: Der Frieden, den ich wollte (Dokumentarfilm)
- 1982: Der alte Rhin (Kurz-Dokumentarfilm)

## Auszeichnungen
Bartsch erhielt am 11. Juni 1976 als Teil des Filmkollektivs des Dokumentarfilms Wilhelm Pieck – Sohn des Volkes den Heinrich-Greif-Preis I. Klasse.
Am 1. Oktober 1979 wurde er als einer von sechs Regisseuren des DEFA-Studios für Dokumentarfilme mit dem Nationalpreis für Kunst und Kultur II. Klasse geehrt.